# Kōnstantinos Thymianīs
Kōnstantinos Thymianīs (in greco Κωνσταντίνος Θυμιάνης?; Olympiada, 28 febbraio 2001) è un calciatore greco, difensore del PAOK.

## Carriera

### Club
È cresciuto nel settore giovanile dello Xanthī, con cui ha debuttato il 26 settembre 2018 nell'incontro di Kypello Ellados pareggiato 0-0 contro l'OFI Creta. Il 14 aprile 2019 ha esordito anche in Souper Ligka Ellada nella trasferta persa 4-0 contro l'Olympiacos. Con la retrocessione del club in seconda divisione al termine della stagione 2019-2020 ha iniziato a giocare con maggior frequenza ed il 27 gennaio 2021 ha segnato il suo primo gol nel pareggio per 1-1 contro il Levadeiakos.
Il 14 settembre 2022 è stato acquistato dal Panserraïkos, con cui al termine della stagione ha ottenuto la promozione in massima divisione. Il 17 giugno 2024 è passato a titolo definitivo al PAOK.

### Nazionale
Ha giocato nelle nazionali giovanili greche Under-17, Under-19 ed Under-21.

## Statistiche

### Presenze e reti nei club
Statistiche aggiornate al 19 gennaio 2025.
| Stagione            | Squadra             | Campionato          | Campionato | Campionato | Coppe nazionali | Coppe nazionali | Coppe nazionali | Coppe continentali | Coppe continentali | Coppe continentali | Altre coppe | Altre coppe | Altre coppe | Totale | Totale | Totale |
| Stagione            | Squadra             | Comp                | Pres       | Reti       | Comp            | Pres            | Reti            | Comp               | Pres               | Reti               | Comp        | Pres        | Reti        | Pres   | Reti   |        |
| ------------------- | ------------------- | ------------------- | ---------- | ---------- | --------------- | --------------- | --------------- | ------------------ | ------------------ | ------------------ | ----------- | ----------- | ----------- | ------ | ------ | ------ |
| 2018-2019           | Xanthī              | SL                  | 2          | 0          | CG              | 2               | 0               | -                  | -                  | -                  | -           | -           | -           | 4      | 0      |        |
| 2019-2020           | Xanthī              | SL                  | 3+2        | 0          | CG              | 1               | 0               | -                  | -                  | -                  | -           | -           | -           | 6      | 0      |        |
| 2020-2021           | Xanthī              | SL2                 | 20+2       | 1+0        | CG              | 0               | 0               | -                  | -                  | -                  | -           | -           | -           | 22     | 1      |        |
| 2021-2022           | Xanthī              | SL2                 | 25         | 1          | CG              | 0               | 0               | -                  | -                  | -                  | -           | -           | -           | 25     | 1      |        |
| Totale Xanthī       | Totale Xanthī       | Totale Xanthī       | 54         | 2          |                 | 3               | 0               |                    | -                  | -                  |             | -           | -           | 57     | 2      |        |
| 2022-2023           | Panserraïkos        | SL2                 | 24         | 0          | CG              | 4               | 0               | -                  | -                  | -                  | -           | -           | -           | 28     | 0      |        |
| 2023-2024           | Panserraïkos        | SL                  | 18         | 4          | CG              | 4               | 0               | -                  | -                  | -                  | -           | -           | -           | 22     | 4      |        |
| Totale Panserraïkos | Totale Panserraïkos | Totale Panserraïkos | 42         | 4          |                 | 8               | 0               |                    | -                  | -                  |             | -           | -           | 50     | 4      |        |
| 2024-2025           | PAOK                | SL                  | 2          | 0          | CG              | 2               | 0               | UCL+UEL            | 0+1                | 0                  | -           | -           | -           | 5      | 0      |        |
| Totale carriera     | Totale carriera     | Totale carriera     | 98         | 6          |                 | 13              | 0               |                    | 1                  | 0                  |             | -           | -           | 112    | 6      |        |

## Palmarès

### Club

#### Competizioni nazionali
- Souper Ligka Ellada 2: 1

Panserraïkos: 2022-2023